# Гор
Гор (фр. Gorre) насеље је и општина у централној Француској у региону Лимузен, у департману Горња Вијена која припада префектури Рошешуар.
По подацима из 2011. године у општини је живело 397 становника, а густина насељености је износила 24,55 становника/km². Општина се простире на површини од 16,17 km². Налази се на средњој надморској висини од 300 метара (максималној 382 m, а минималној 255 m).

## Демографија
| 1962. | 1968. | 1975. | 1982. | 1990. | 1999. | 2011. |
| ----- | ----- | ----- | ----- | ----- | ----- | ----- |
| 356   | 412   | 372   | 360   | 350   | 376   | 397   |

График промене броја становника у току последњих година